# Marie-Rose Bouchemousse
Marie-Rose Bouchemousse, née le 10 mai 1889 à Vigeois (Corrèze), et morte le 20 janvier 1966 à Paris 6e, est une enseignante, religieuse, militante catholique, journaliste et femme politique française.
Elle fut la première femme maire d'une commune en France métropolitaine, en 1943.

## Biographie

### Enfance
Marcelle Marie Rose Bouchemousse est la fille de Martial Bouchemousse (1858-1940), ingénieur issu d'une famille d'ouvriers porcelainiers à Limoges. Elle naît à Vigeois, où son père travaillait alors au tracé de la ligne ferroviaire entre Limoges et Brive. Il y a rencontré son épouse, Marie Adèle Lespinat (1868-1893), fille d'un charpentier et d'une marchande de nouveautés. Ils se marient le 10 mai 1887 à Vigeois. Deux ans exactement après le mariage naît Marie-Rose. En 1891, Martial Bouchemousse est appelé à travailler en Grèce. Toute sa famille, lui, Marie-Adèle, Marie-Rose et une servante déménagent à Athènes. En 1893, la servante attrape la fièvre typhoïde. Marie-Adèle la soigne et la guérit. Malheureusement, elle attrape elle-même cette fièvre et en meurt le 19 mars 1893. Marie-Rose n'avait pas quatre ans. Martial Bouchemousse, veuf, revient en France où, avec l'aide de sa sœur Léonarde Bouchemousse, institutrice, il veille sur l'enfance de Marie-Rose à Villeurbanne et la pousse aux études.

### Études, diplômes et professorat
Elle fait de brillantes études et devient normalienne : élève du lycée de Lyon, elle est admise en 1911 à l'École normale supérieure de jeunes filles de Sèvres. Elle obtient en 1913 le certificat d'aptitude et d'enseignement secondaire des jeunes filles. Elle enseigne dans des établissements publics, au collège de garçons de Louhans puis elle est nommée en 1918 au collège de jeunes filles de Brive. Elle enseigne les lettres puis la philosophie. Elle est[Quand ?] agrégée de lettres[réf. à confirmer],.
Bachelière en philosophie scolastique (juin 1919), puis licenciée ès lettres en philosophe scolastique (octobre 1919), elle soutient le 14 juin 1922 à la faculté de philosophie de l'Institut catholique de Paris une thèse de philosophe scolastique, intitulée « La monadologie de Leibniz et l'angélologie de saint Thomas ». C'est « le premier exemple […] du grade de maître en philosophie décerné à » une étudiante.

### Secrétaire générale de la FNC (1924-1943)
Elle occupe ensuite le poste de secrétaire de la Fédération nationale catholique (FNC), sous les ordres de son président, le général de Castelnau, de 1924 à 1943. Elle y joue un rôle assez important, quoique discret, en compagnie des deux filles du général, Amélie et Germaine. Elle s'occupe aussi du périodique de l'association, La France catholique, dans lequel elle publie des articles et des livres  sous le pseudonyme masculin de Jean Mora. Xavier Vallat loue son action efficace et méthodique.
Marie-Rose Bouchemousse est membre de la Société des Filles du Cœur de Marie, à l'instar d'Amélie et Germaine de Castelnau. C'est une société constituée de religieuses vivant sans habit ni signe distinctif, travaillant dans la vie quotidienne aux côtés des laïcs, animant souvent des œuvres de formation et d'enseignement. Oblate de cette congrégation religieuse le 13 novembre 1917, elle y fit ses vœux perpétuels tardivement, le 2 février 1948. Marie-Rose restera célibataire toute sa vie.

### Première femme maire d'une commune en France métropolitaine
À la suite de la démission du maire de son village natal, Vigeois, officiellement pour raison de santé, Marie-Rose Bouchemousse est vivement sollicitée par ses amis et connaissances pour lui succéder. Elle accepte cette responsabilité à deux conditions : celle de l’assurance de la collaboration active à ses côtés de Charles du Basty, un ancien directeur de la Banque de France à la retraite à Vigeois, et surtout l’assurance de la bonne volonté consentante de l’ensemble de la population locale.
Elle obtient les deux et elle est nommée maire par le préfet en novembre 1943.
La nomination préfectorale de la maire de Vigeois résulte de la décision qu’avait prise le régime de Vichy de s’arroger, pour les localités de plus de 2 000 habitants, la nomination des maires qui, de ce fait, n’étaient plus les élus de leurs administrés.
Marie-Rose Bouchemousse devint ainsi la première femme maire d'une commune en France métropolitaine, alors que ce n’est que le 21 avril 1944 que les Françaises métropolitaines obtiendront le droit de vote et d'éligibilité, par ordonnance du Comité français de libération nationale, signée à Alger par Charles de Gaulle. Des journaux, de Paris et de province, évoquent l'événement et publient en « une » une photographie de Marie-Rose Boussemouche dans sa mairie, recevant ses administrés.
Selon François Baroin, ancien président de l'Association des maires de France, sa désignation est une « ironie dont l'histoire de France a le secret », dans la mesure où sa nomination apparaît comme un progrès alors que le régime de Vichy a une image rétrograde et que son idéologie valorise plutôt les mères et les femmes au foyer. Le choix de cette femme célibataire pourrait être dû, selon François Baroin, à ses qualités intellectuelles et aux fonctions qu’elle exerce à la FNC, dont l'idéologie est proche de la Révolution nationale.
Le 11 juin 1944 un détachement allemand de la division Das Reich investit le bourg et tente d'occuper le village. Marie-Rose Bouchemousse s’interpose, en compagnie de son adjoint et du curé, et obtient le départ des Allemands.
Elle reste maire jusqu'à la Libération, en 1944.

### Représentante au siège de l'UNESCO de l'Union mondiale des organisations féminines catholiques
À partir de 1945, Marie-Rose Bouchemousse se consacre à la direction de l'Union mondiale des organisations féminines catholiques (UMOFC), dont elle est la représentante au siège de l'UNESCO. À ce titre, elle assiste durant les années 1950 à plusieurs réunions internationales de l'UNESCO.
Pendant plusieurs années, elle gère les ouvrages de théologie, spiritualité et philosophie du service bibliographique de l'Action catholique féminine. Elle continue à écrire après la guerre dans des revues catholiques sur ces sujets (L'école et la famille, Recherches et débats, du Centre catholique des intellectuels français), désormais sous son nom.

### Directrice de l'école Cours Bastide
En 1956, elle est appelée à prendre la direction d'un établissement scolaire catholique, privé, l'école Cours Bastide, de Marseille, appartenant à la Société des filles du cœur de Marie. Elle y entreprend des travaux de modernisation, aussi bien de l'enseignement, des méthodes pédagogiques, que des infrastructures.

### Mort
Marie-Rose Bouchemousse meurt le 20 janvier 1966 au siège parisien de la Société des filles du cœur de Marie, des suites d'une maladie. Sa dépouille repose dans le cimetière de cette communauté religieuse.

## Publication
- Jean Mora (pseudonyme), L'école et le bien commun : ébauche d'un régime scolaire qui serait conforme au droit naturel et à la justice, Paris, Fédération nationale catholique, 1931, 167 p.[29].